# Jamaikanische Badmintonmeisterschaft 2013
Die Jamaikanische Badmintonmeisterschaft 2013 fand vom 6. bis zum 9. Dezember 2013 im Constant Spring Golf and Country Club in Kingston statt. Es war die 66. Austragung der nationalen Titelkämpfe im Badminton von Jamaika.

## Sieger und Finalisten
| Disziplin    | Gold                           | Silber                       |
| ------------ | ------------------------------ | ---------------------------- |
| Herreneinzel | Gareth Henry                   | Samuel Ricketts              |
| Dameneinzel  | Geordine Henry                 | Katherine Wynter             |
| Herrendoppel | Garron Palmer Gareth Henry     | Samuel Ricketts Sean Wilson  |
| Damendoppel  | Katherine Wynter Ruth Williams |                              |
| Mixed        | Gareth Henry Geordine Henry    | Jamari Rose Katherine Wynter |